# Pazifische Hurrikansaison 2011
Die Pazifische Hurrikansaison 2011 hat im östlichen Pazifik offiziell am 15. Mai und im Zentralpazifik am 1. Juni begonnen; sie endete am 30. November. Innerhalb dieser Periode bilden sich üblicherweise die meisten Tropischen Stürme, da nur zu dieser Zeit geeignete Bedingungen existieren, wie etwa ein warmer Ozean, feuchte Luft und wenig Windscherung. Alle Stürme, die sich nördlich des Äquators und östlich von 180° W bildeten, gehören zu diesem Becken. Stürme, die sich weiter westlich bildeten, werden nicht mehr Hurrikane, sondern Taifune genannt und sind Bestandteil der Pazifischen Taifunsaison 2011.
Obwohl das ostpazifische Becken nach dem Westpazifik statistisch das zweitaktivste Entstehungsgebiet tropischer Wirbelstürme in der Welt ist, bedrohen die meisten Stürme kein Land, da sie meistens auf den offenen Ozean heraussteuern. Nur wenige Stürme schlagen eine Kurve nach Osten oder Nordosten ein und bedrohen dann vor allem die mexikanische Küste.
Tropische Wirbelstürme im Atlantischen Ozean siehe im Artikel: Atlantische Hurrikansaison 2011.

## Saisonprognosen
Am 19. Mai 2010 veröffentlichte das Climate Prediction Center der National Oceanic and Atmospheric Administration seine Vorhersage für die pazifische Hurrikansaison 2011. Diese Prognose geht von einem unterdurchschnittlich aktiven Saisonverlauf aus. Demnach erwarten die Meteorologen der NOAA 9 bis 15 benannte Stürme, von denen sich 5 bis 8 zu einem Hurrikan entwickeln. Von den Hurrikanen könnten 1 bis 3 die Intensität schwerer Hurrikane – also der Kategorien 3 bis 5 auf der Saffir-Simpson-Hurrikan-Windskala – erreichen.
Im zentralen Pazifik erwartet das Central Pacific Hurricane Center (CPHC) mit 70-prozentiger Wahrscheinlichkeit eine unterdurchschnittlich aktive Saison. Das 2011 erwartete klimatische Muster hat bei historisch vorliegender Ähnlichkeit nur wenige tropische Wirbelstürme im mittleren pazifischen Becken hervorgerufen. Zum einen befindet sich der mittlere Pazifik immer noch in einer langfristigen Phase niedriger Aktivität, zum anderen erwartet das CHPC im äquatornahen Bereich des Beckens eine neutrale El Niño-Southern Oscillation. Außerdem sind die Wasseroberflächentemperaturen im östlichen Pazifik niedriger als im langjährigen Durchschnitt. Anbetracht dieser Voraussetzungen geht das CPHC davon aus, dass sich in seinem Verantwortungsbereich zwei bis vier tropische Systeme bilden. In einer durchschnittlichen Saison entstehen zwischen dem 140. und dem 180. westlichen Längengrad vier bis fünf tropische Tiefdruckgebiet, Stürme oder Hurrikane.

## Stürme

### Hurrikan Adrian
Anfang Juni erzeugte ein gut organisiertes Tiefdruckgebiet einige hundert Kilometer von der Pazifikküste Mexikos gestörtes Wetter. Am 7. Juni entwickelte das System ausreichend tiefe atmosphärische Konvektion, um als tropische Zyklone klassifiziert zu werden und um 15:00 Uhr UTC stufte das National Hurricane Center (NHC) das System zum Tropischen Tiefdruckgebiet Eins-E hoch, als es sich etwa 590 km südlich von Acapulco befand. Das Tiefdruckgebiet befand sich über einer ausreichend warmen Wasseroberfläche und die Windscherung in der Höhe war günstig für die weitere Entwicklung. Es blieb zunächst von schwachen Luftströmungen gehalten fast stationär und wurde im Tagesverlauf zum tropischen Sturm hochgestuft. Adrian erreichte zu diesem Zeitpunkt andauernde Windgeschwindigkeiten von 95 km/h. Das System intensivierte sich stetig, zog zunächst nach Nordwesten und schlug dann eine parallel zur mexikanischen Küste gerichtete Zugbahn ein. Früh am 9. Juni wurde Adrian zu einem Hurrikan erklärt.
Der Sturm intensivierte sich dann rapide und entwickelte ein deutlich ausgebildetes Auge, das von guter Ausströmung umgeben war. Am selben Tag entwickelte sich Adrian mehrere hundert Kilometer vor der Küste von Cabo Corrientes zu einem schweren Hurrikan; er erreichte seine größte Intensität als Kategorie-4-Hurrikan mit andauernden Windgeschwindigkeiten von 220 km/h. Über mehrere Stunden hinweg zeigte der Hurrikan eine annulare Struktur, mit einem ungewöhnlich großen Auge und symmetrischer, dichter Bewölkung. Deswegen wurde keine Zyklische Eyewall-Neubildung erwartet, und es wurde prognostiziert, dass Adrian gut-organisiert blieb und als Ergebnis von leicht kälteren Wasseroberflächentemperaturen nur langsam an Kraft verlieren würde. Im Gegensatz zu den Prognosen verlor der Hurrikan am nächsten Tag rasch an Intensität, vermutlich durch „Eine unerwartet frühe Zunahme der vertikalen Windscherung gemeinsam mit marginaler Thermodynamik“. Am 11. Juni wurde Adrian zu einem tropischen Sturm herabgestuft, der eine nach Westen gerichtete Kurve einschlug und aus einem kleinen Wirbel mit niedrigen Wolken und wenig oder gar keiner Konvektion in der Nähe seines Zentrums bestand.
Der Sturm schwächte sich am nächsten Tag zu einem tropischen Tiefdruckgebiet ab, und am 12. Juni um 15:00 Uhr UTC war keine Konvektion mehr erkennbar, sodass dem System die tropischen Eigenschaften aberkannt wurden. Das System begann, sich schnell in nordwestlicher Richtung zu entfernen.

### Hurrikan Beatriz
Am 14. Juni stellte das NHC fest, dass einige Hundert Kilometer von Acapulco entfernt ein ausgedehntes Gebiet von Schauern und Gewittern lag, das mit der Monsunrinne über dem östlichen Pazifik in Verbindung stand. Im Zusammenhang mit dieser Aktivität bildete sich ein quasistationäres, bodennahes Tiefdruckgebiet, und in den folgenden Tagen konsolidierte die Konvektion in der Nachbarschaft eines Antizyklons über dem südwestlichen Karibischen Meer. Gebogene Wolkenbänder begannen sich um das Zentrum des Systems anzuordnen, und am 19. Juni erreichte das System ausreichend Organisation, um als tropisches Tiefdruckgebiet klassifiziert zu werden. Das System zog entlang einer Schwachstelle in der Subtropenfront im Norden des Systems nach Nordwesten. Aufgrund günstiger Umgebungsbedingungen intensivierte sich das Tiefdruckgebiet weiter und wurde um 18:00 Uhr UTC mit andauernden Windgeschwindigkeiten von 65 km zum Tropischen Sturm Beatriz erklärt. Spät am 20. Juni wurde Beatriz zu einem Hurrikan aufgestuft und erreichte andauernde Winde von 120 Kilometer pro Stunde sowie einen Luftdruck von 985 hPa. Beatriz verstärkte sich weiter und erreichte bei der Annäherung an die Küste von Mexiko Windgeschwindigkeiten von 140 km/h und Luftdruck von 977 hPa. Der Hurrikan berührte fast die Küste und schwächte sich dadurch zu einem tropischen Sturm ab, der sich am 22. Juni auflöste.
Beatriz tötete 4 Menschen bei der Annäherung der Küste.

### Hurrikan Calvin
Am 5. Juli bildete sich im Süden des Golfs von Tehuantepec ein Gebiet mit Schauern und Gewittern, das in Verbindung mit einem ausgedehnten Tiefdruckgebiet verbunden war. Das System organisierte sich langsam und wurde vom National Hurricane Center am 7. Juli als Tropisches Tiefdruckgebiet Drei-E klassifiziert. Um 03:00 Uhr UTC am 8. Juli intensivierte sich dieses System zu einem tropischen Sturm und erhielt den Namen Calvin. Calvin intensivierte sich rasch zu einem Hurrikan und erreichte seine größte Stärke spät am 8. Juli. Ebenso rasch wie sich Calvin intensiviert hatte, verlor der Hurrikan ab dem 9. Juli auch wieder an Kraft. Am 10. Juli degenierte Calvin in ein Resttief.

### Hurrikan Dora
Am 16. Juli begann das National Hurricane Center mit der Überwachung eines Tiefdruckgebietes vor der Küste von Guatemala. Das System organisierte sich langsam und gewann schließlich genügend Stärke, um früh am 18. Juli zu einem tropischen Tiefdrucksystem erklärt zu werden. Nur drei Stunden später wurde das System zu einem tropischen Sturm hochgestuft. Dora intensivierte sich weiter und erreichte spät am 20. Juli Hurrikanstärke, bevor Dora sich am folgenden Tag rapide in einen schweren Hurrikan intensivierte. Dora zog weiter in nordwestlicher Richtung parallel zur mexikanischen Küste erreichte ihre größte Stärke früh am 21. Juli als Hurrikan der Kategorie 4 auf der Saffir-Simpson-Hurrikan-Windskala. Hurrikan Dora gelangte am nächsten Tag über kühleres Wasser und begann sich abzuschwächen. Am 23. Juli wurde Dora zu einem tropischen Sturm abgestuft, und am darauffolgenden Tag verlor Dora die tropischen Eigenschaften.

### Hurrikan Eugene
Am Morgen des 31. Juli entwickelte sich eine tropische Welle in ein tropisches Tiefdruckgebiet im östlichen Pazifik ein paar hundert Meilen südlich von Mexiko. Meteorologen nummerierten es mit dem Namen Fünf-E. Es verstärkte sich zum tropischen Sturm Eugene nur 6 Stunden später, nachdem es zum Tiefdruckgebiet aktualisiert wurde. Am Nachmittag des 1. August verstärkt sich Eugene in einen Hurrikan der Kategorie 1 auf der Saffir-Simpson Hurrikan-Skala. Am nächsten Tag verstärkt sich Eugene weiter in einen Kategorie-2-Hurrikan. Früh am 3. August verstärkt sich Eugene zu einem Kategorie-3-Hurrikan, der dritte große Hurrikan der Saison. Es wurde erwartet, das er sich nun abschwächt. Doch am Nachmittag des 3. August verstärkt sich Eugene weiter in einen Hurrikan der Kategorie 4 auf der Saffir-Simpson Hurrikan-Windskala mit Windgeschwindigkeiten bis zu 220 km/h. Eugene erreichte den Kategorie-4-Status nur kurz, und nur sechs Stunden später schwächte sich der Hurrikan zu einem Kategorie-3-Hurrikan mit Windgeschwindigkeiten von 200 km/h ab. Eugene schwächte sich schnell weiter ab, sodass er am 5. August von einem Kategorie-2-Hurrikan mit ungünstigen Bedingungen zu einem tropischen Sturm heruntergestuft wurde. Am 6. August wurde Eugene extratropisch.

### Tropischer Sturm Fernanda
In den Nachmittagsstunden des 13. August bildete sich über dem offenen Pazifischen Ozean ein Tiefdruckgebiet mit einer Gruppe von Gewittern. Die Gewittertätigkeit war zunächst begrenzt, doch am 15. August klassifizierte das National Hurricane Center das System als Tropisches Tiefdruckgebiet Sechs-E und einen Tag später als Tropischer Sturm Fernanda. In der Frühe des 18. August überquerte Fernanda den 140. westlichen Längengrad und gelangte so in den zentralen Pazifischen Ozean, wo sich der Sturm im Tagesverlauf zu einem post-tropischen Tiefdruckgebiet abschwächte. Fernanda zog direkt südlich an den Hawaii-Inseln vorbei und löste sich am 19. August südwestlich von Big Island auf.

### Hurrikan Greg
Am Nachmittag des 16. August entwickelte sich ein kräftiges Tiefdruckgebiet zum Tropischen Tiefdruckgebiet Sieben-E. 12 Stunden nach der Bildung verstärkte es sich zum Tropischen Sturm Greg. Der Sturm zog ständig über Wasseroberflächen mit einer Temperatur von 29 °C und erreichte spät am 17. August Hurrikan-Status mit Windgeschwindigkeiten von 140 km/h und einem Luftdruck von 979 hPa. Bald darauf begann Greg auf kühlere Gewässer zu stoßen und das System schwächt sich am 19. August zu einem tropischen Sturm ab. Zu diesem Zeitpunkt hatte Greg nur noch maximale Windgeschwindigkeiten von 65 km/h und war nur noch ein schwacher tropischer Sturm. Im Laufe des 20. August schwächte sich Greg wegen Windscherung weiter ab und war nur noch ein tropisches Tiefdruckgebiet. Am nächsten Tag degenerierte Greg zu einer tropischen Welle und zog nordostwärts durch ein Hochdruckgebiet. Am Abend des 22. August bis zum Nachmittag des 23. August wirkten sich Gregs Reste auf das Wetter in Südkalifornien aus, obwohl sie weit südwestlich von Kalifornien entfernt waren. Die Reste zogen im Laufe des 24. August nach Westen und schwächten sich rasch ab. Spät an diesem Tag lösten sich die Reste vollständig auf.

### Tropisches Tiefdruckgebiet Acht-E
Am 31. August entwickelte sich ein gut definiertes Tiefdruckgebiet zum Tropischen Tiefdruckgebiet Acht-E ganz in der Nähe von Mexiko. Acht-E schwächte sich nach dem Landfall ab und löste sich am nächsten Tag über dem bergigen Jalisco wieder auf.

### Hurrikan Hilary
Am 18. September begann ein breites Tiefdruckgebiet mit Gewitter-Aktivität verbunden, Zeichen der Organisation zu zeigen, während es sich mehrere hundert Meilen südsüdöstlich des Golfs von Tehuantepec befand. Auf dem Weg nach Westen, und West-Nordwest, gewann die Störung genug Organisation um früh am 21. September als tropisches Tiefdruckgebiet erkannt zu werden, das neunte der Saison. Einige Stunden später organisierte es sich weiter zum tropischen Sturm und bekam den Namen Hilary. Am Morgen des 22. September erklärten die Meteorologen Hilary als Hurrikan der Kategorie 1. Am Nachmittag des 22. September verstärkt er sich rasch zu einem kleinen Kategorie-4-Hurrikan mit einem gut definierten Auge. Vier Tage hält Hilary den Kategorie-4-Status, bevor er sich am 25. September in einen Kategorie-3-Hurrikan abschwächt. Hilary schwächte sich immer weiter ab und war am 28. September schließlich nur noch ein Kategorie-1-Hurrikan und am Tag danach ein schwacher Tropischer Sturm mit Windgeschwindigkeiten von nur noch 65 km/h. Schließlich war Hilary am 30. September nur noch ein Tiefdruckgebiet mit einem Luftdruck von nur noch 1005 hPa. Am selben Tag löste sich Hilary über dem offenen Pazifik auf.
Das Nationale Hurrikan Center stellte die Möglichkeit, dass bis zu 250 mm Regen in Guerrero und Oaxaca fallen könnten. Für Teile der Küste wurden Sturmwarnungen herausgegeben. Beamte forderten Anwohner zur Evakuierung auf. Der Hafen von Acapulco war für kleine Handwerksbetriebe geschlossen.
Die äußeren Regenbänder produzierten heftige Regenfälle über Chiapas und Tabasco, mit Ansammlungen von 219 mm in 24 Stunden. Mehrere Flüsse in der Region sind über die Ufer getreten und überschwemmten nahe gelegene Gebiete. In Villahermosa wurde aufgezeichnet wie schwerer Regen die Kanalisation zusammenbrechen ließ. Daraufhin waren viele Straßen überflutet. Darüber hinaus waren Autos im Hochwasser gestrandet. In Colima erreichten die Wellen eine Höhe von 2,5 bis 4,5 Metern.

### Hurrikan Jova
Am 1. Oktober entwickelte sich ein Tiefdruckgebiet mit Schauern und Gewittern mehrere hundert Meilen südlich von Mexiko. Es organisierte sich langsam und das Nationale Hurrikan Center erklärte es in den frühen Morgenstunden des 6. Oktober zu einem tropischen Tiefdruckgebiet. Es bekam den Namen Zehn-E. Es wurde vorausgesagt, dass es sich zu einem tropischen Sturm verstärken wird und wurde Jova genannt. Der tropische Sturm wurde am 8. Oktober ein Hurrikan, und am 10. Oktober ein schwerer Hurrikan der Kategorie 3. Wie auch immer schwächte sich der Sturm kurz danach nach einer Eyewall-Neubildung zu einem Kategorie-2-Hurrikan ab, bevor es Landfall über Jalisco, Mexiko machte. Am 13. Oktober war Jova nur noch ein Tiefdruckgebiet und löste sich auf.
Jova tötete 8 Menschen und verursachte einen Schaden von 27,5 Millionen US-Dollar.

### Hurrikan Irwin
Anfang Oktober entwickelt sich auf einer Fläche von Schauern und Gewittern ein Tiefdruckgebiet mehrere hundert Meilen südlich von Mexiko. Der Luftdruck gewann schnell Organisation, und noch während der frühen Morgenstunden des 6. Oktober erklärte das Nationale Hurrikan Center es zum tropischen Tiefdruckgebiet Elf-E. Nur ein wenig später wurde es zum tropischen Sturm und wurde Irwin genannt. Irwin wurde durch günstige Bedingungen am 7. Oktober ein Kategorie-2-Hurrikan und hatte einen Luftdruck von 976 hPa. Doch schon am nächsten Tag schwächte er sich wieder zu einem tropischen Sturm ab, und danach zu einem tropischen Tiefdruckgebiet. Später aber, wurde Irwin wieder ein schwacher tropischer Sturm, bevor er sich wieder in ein Tiefdruckgebiet abschwächte. Irwin löst sich spät am 16. Oktober auf.

### Tropisches Tiefdruckgebiet Zwölf-E
Am 12. Oktober bildete sich im südlichen Golf von Tehuantepec ein Tiefdruckgebiet, das sich später immer mehr organisierte und zu einem tropischen Tiefdruckgebiet wurde. Es erhielt den Namen Zwölf-E. Am nächsten Tag machte es Landfall über Guatemala und Südwestmexiko und löste sich auf.
Es löste in Südwestmexiko, Guatemala, El Salvador und Nicaragua heftige Überschwemmungen aus. Mindestens 30 Menschen kamen durch das Tiefdruckgebiet ums Leben.

### Hurrikan Kenneth
Früh am 16. November bildete sich eine Fläche gestörten Wetters mehrere hundert Meilen südlich von der Küste von Guatemala. In den nächsten 3 Tagen zog die Störung nach Westen und organisiert sich allmählich. Am 19. November hatte die Störung genug Organisation, um als tropisches Tiefdruckgebiet Dreizehn-E klassifiziert zu werden. Am folgenden Tag wurde das Tiefdruckgebiet zu einem tropischen Sturm hochgestuft und bekam den Namen Kenneth. Ab dem 21. November erlebte Kenneth eine rapide Intensivierung, worauf er zunächst zu einem Kategorie-1-Hurrikan, dann später am 21. November auch zu einem Kategorie-2-Hurrikan hochgestuft wurde. Am Morgen des 22. Novembers erreichte Kenneth die Kategorie 3 auf der Saffir-Simpson-Hurrikan-Windskala. Der Sturm setzt seine rapide Intensivierung fort und wurde nur ein paar Stunden später zu einem Kategorie-4-Hurrikan hochgestuft. An diesem Tag erreichte Kenneth auch seinen Höhepunkt. Die Ursache für diese abnormale und rapide Intensivierung war eine niedrige Windscherung. Zudem stellten sich wärmere Gewässer dem Sturm direkt in den Weg. Allerdings war Kenneths Intensivierung nur sehr kurzlebig, denn später traf Kenneth auf kühlere Gewässer und einem Gebiet mit starker Windscherung, sodass der Sturm sich bis zum 25. November zu einem tropischen Tiefdruckgebiet abschwächte. An diesem Tag degenerierte der Sturm auch wieder zu einer tropischen Welle und zog Richtung Nordwesten. Am 28. November lösten sich Kenneths Reste komplett auf.
Kenneth war bisher der erste und einzige Major-Hurrikan im Ostpazifik, der jemals in einem November beobachtet wurde.

## Sturmnamen
Tropische Wirbelstürme und Hurrikane, die sich 2011 im östlichen Pazifischen Ozean bildeten, wurden anhand der nachfolgenden Namensliste benannt. Diese Namen werden auch während der Pazifischen Hurrikansaison 2017 verwendet, wenn die World Meteorological Organization im Frühjahr 2012 keine Streichungen von der Liste der Namen tropischer Wirbelstürme vornimmt.
Adrian, Beatriz, Calvin, Dora, Eugene, Fernanda, Greg, Hilary, Irwin, Jova und Kenneth
Nicht zur Anwendung kamen:
Lidia, Max, Norma, Otis, Pilar, Ramon, Selma, Todd, Veronica, Wiley, Xina, York und Zelda
Tropische Wirbelstürme und Hurrikane, die sich 2011 im zentralen Pazifischen Ozean bildeten, erhalten Namen von einer gesonderten Namensliste. Diese werden vom Central Pacific Hurricane Center vergeben.
Adrian, Beatriz, Calvin, Dora, Eugene, Fernanda, Greg, Hilary, Irwin, Jova und Kenneth
Nicht zur Anwendung kamen:
Lidia, Max, Norma, Otis, Pilar, Ramon, Selma, Todd, Veronica, Wiley, Xina, York und Zelda